# Obrium circumcinctum
Obrium circumcinctum är en skalbaggsart som beskrevs av Aurivillius 1910. Obrium circumcinctum ingår i släktet Obrium och familjen långhorningar. Inga underarter finns listade i Catalogue of Life.